# SIC Noticias
SIC Noticias, conocida anteriormente como CNL, es el segundo canal temático del medio de comunicación portugués SIC. Comenzó sus emisiones el 8 de enero de 2001 participada en un 60 % por SIC y en un 40 % por el grupo ZON TVCabo. El 27 de febrero de 2009 SIC compró el 40 % restante para convertirse en el único propietario.

## Historia

### CNL
CNL, o Canal Noticias de Lisboa fue la primera cadena regional portuguesa en emitir por la televisión por cable, la cual estaba enfocada a la región de Lisboa. Cuando el grupo de comunicación SIC adquirió el 40 % de participaciones de las que no disponía anteriormente, el 8 de enero de 2001 se decidió cambiar el nombre del canal a SIC Noticias.

### SIC Noticias
Además de los bloques informativos cada hora, ofrece ediciones especiales y programas temáticos donde se tratan temas como la economía, la salud, las entrevistas, el espectáculo, la moda y el deporte.
Es un canal desarrollado especialmente para la televisión por cable, su programación está compuesta en su totalidad por programas de información, y es el canal temático con la mayor audiencia en la televisión por cable y el cuarto más visto en el país, que es único en tomar en cuenta la competencia de canales como AXN o FOX.
Es un canal pensado especialmente para la emisión en la televisión por cable, la programación de este canal está constituida en su totalidad por programas de información y es el 4ª canal más visto del país. Esto mismo constituye un caso único en el panorama televisivo portugués, sobre todo si tenemos en cuenta la competencia existente con AXN o la FOX Broadcasting Company.
SIC Noticias se encuentra disponible en el canal 5 en Portugal en los operadores de pago NOS, NOWO, MEO y Vodafone. SIC Noticias también está disponible en línea en la web oficial.
A finales de 2003, la emisión de la SIC Noticias se puso a disposición a través de satélite en Angola y Mozambique. Más tarde, SIC Noticias comienza a ser transmitida en los Estados Unidos, Cabo Verde y Suiza en el año 2006 y posteriormente también llega a Canadá. En mayo de 2013 comienza a emitir en Australia y en Francia, y el siguiente mercado de SIC Noticias será Brasil.
Comenzó a emitir en formato 16:9 el día 3 de octubre de 2015, con ligeras alteraciones de los grafismos. Y el 6 de octubre de 2016, con motivo del 24 aniversario de SIC, todos los canales del grupo comienzan a emitir en alta definición (HD).
Desde el 27 de enero del 2019, la cadena y todo el Universo SIC, es trasladada al Edificio São Francisco de Sales, tras 750 días de espera, dejando atrás más de 26 años en el antiguo edificio de Carnaxide.

## Programación

### Informativos
- Edição da Manhã (emitido simultáneamente en SIC)
- Jornal das 10H
- Jornal do Meio Dia
- Jornal das 2
- Edição da Tarde
- Jornal Síntese
- Jornal das 7
- Jornal das 9
- Edição da Noite
- Jornal da Meia Noite
- Jornal de Sábado
- Jornal de Domingo

### Deportes
- O Dia Seguinte
- Tempo Extra

### Economía
- Negócios da Semana
- Jornal de Economía

### Debates
- Opinião Pública
- Quadratura do Círculo (emitido también por SIC Internacional)
- Expresso da Meia-Noite (emitido también por SIC Internacional)
- Sociedade das Nações
- Ponto Contraponto
- Eixo do Mal

### Otros
- Primeira Página
- Imagens de Marca
- Espaços e Casas
- Exame Informática
- Escape TV
- 60 Minutes
- Cruzeiros
- Falar Global
- The Daily Show
- Panorama BBC
- Toda a Verdade
- Cartaz Cultural
- Golf Report
- Grande Reportagem SIC (emitido también por SIC)

## Canales asociados
Los siguientes canales proporcionan imágenes para la cadena:
- Reino Unido y Australia: Sky News
- Italia: Sky TG24
- Francia: BFM TV

## Organización

### Dirección
- Director: Ricardo Costa
- Coordinadora General: Paula Santos
- Coordinador de Programas: Sofia Pinto Coelho
- Coordinador de producción: Daniel Sabino
- Coordinadores de Emisiones: Artur Viera, José Carlos Mano y Cláudia Caria

### Presentadores
- Ana de Freitas
- Ana Patrícia Carvalho
- António Reis
- Augusto Madureira
- Carla Jorge de Carvalho
- Clara de Sousa
- João Abreu
- João Moleira
- José Gomes Ferreira
- Liliana Carvalho
- Luís Marçal
- Maria João Ruela
- Marisa Caetano Antunes
- Marta Atalaya
- Miguel Franco de Andrade
- Miguel Ribeiro
- Paulo García
- Paulo Nogueira
- Pedro Mourinho
- Ricardo Borges de Carvalho
- Rita Neves
- Rodrigo Guedes de Carvalho
- Rodrigo Pratas
- Rosa de Oliveira Pinto
- Sara Pinto
- Sílvia Lima Rato
- Teresa Dimas

## Cobertura

### Internacional

Países cubiertos por SIC Notícias
Portugal

Fuera de Portugal SIC Noticias también emite a través de operadores de televisión de pago en varios países :
- Andorra : SFR, Orange
- Angola : DStv, ZAP y NOS
- Cabo Verde : Boom Tv y Cabo Verde Multimédia
- Canadá : FPTV, Rogers y Bell
- Estados Unidos : GLOBAL MEDIA INC. y Dish Network
- Francia : SFR y Orange
- Luxemburgo : Tango, Eltrona, Luxembourg Online y POST Luxembourg
- Mozambique : DStv, ZAP, NOS y StarTimes
- Suiza : Upc Cablecom y Sunrise